# Stoislaw I.
Stoislaw I. († nach 1193) gilt als möglicher Stammvater des Adelsgeschlechts von Putbus.

## Leben
Nach dem pommerschen Chronisten Thomas Kantzow war Stoislaw ein Sohn des Fürsten Ratislaus von Rügen (Ratze). Die Behauptung Kantzows ist jedoch nicht nachweisbar, so dass auch fraglich ist, ober er tatsächlich ein Bruder der Fürsten Tezlaw und Jaromar I. war.
In der Gründungsurkunde für das Kloster Bergen auf Rügen von 1193 wird nach Barnuta und Wizlaw I., den Söhnen Jaromars I., auch Stoislaw mit seinem Sohn Isaak genannt.
Stoislaw besaß auf Rügen das Land Reddevitz (das spätere Mönchgut), die Kirchspiele Vilmnitz und Lanken sowie am Kleinen Jasmunder Bodden das Gebiet um Streu. Auf dem Festland gehörte ihm das Gebiet um Borantenhaghen (heute Brandshagen, südlich von Stralsund).
Die 1249 erstmals erwähnte Kirche in Vilmnitz, das ehemalige Erbbegräbnis derer zu Putbus, wurde möglicherweise schon unter Stoislaw erbaut. In der ersten urkundlichen Erwähnung von 1249 heißt es, dass die Parochie "Vylmenytze" zu den Erbgütern des Borante de Borantenhagen gehöre und schon von seinen Vorfahren gegründet sei. Bereits 1351 wird die Vilmnitzer Kirche als Begräbnisstätte der edelfreien Familie von Putbus erwähnt, als deren Stammvater Stoislaw I. gilt. Wenn dieser ein Sohn von Ratislaus war, waren die Herren (späteren Grafen und Fürsten) von Putbus ihrerseits eine jüngere Seitenlinie des von Ratislaus begründeten Fürstenhauses von Rügen.